# Qualea suprema
Qualea suprema är en tvåhjärtbladig växtart som beskrevs av Adolpho Ducke. Qualea suprema ingår i släktet Qualea och familjen Vochysiaceae. Inga underarter finns listade i Catalogue of Life.